# Ahrbrück
Ahrbrück é um município da Alemanha localizada no distrito de Ahrweiler, estado da Renânia-Palatinado.
É membro da associação municipal de Altenahr.

## Política
Cadeiras ocupadas na comunidade
|      | SPD | CDU | FDP | FWG | Total       |
| 2009 | 2   | 9   | 1   | 4   | 16 Cadeiras |
| 2004 | 2   | 10  | –   | 4   | 16 Cadeiras |

## Demografia
Evolução da população (em 31 de dezembro de cada ano):
| - 1815: 1936 - 1835: 2419 - 1871: 2146 - 1905: 2309 - 1939: 560 - 1950: 592 | - 1961: 1041 - 1965: 1073 - 1970: 1179 - 1975: 1207 - 1980: 1116 - 1985: 1032 | - 1987: 551 - 1990: 1124 - 1995: 1127 - 2000: 1185 - 2005: 1244 |

 Fonte: Statistisches Landesamt Rheinland-Pfalz